# El día de la langosta
El día de la langosta (título original en inglés, The Day of the Locust) es una novela del estadounidense Nathanael West, publicada en 1939. Ambientada en Hollywood, California, durante la Gran Depresión, trata de la alienación y desesperación de un amplio grupo de diversos individuos que existen en los límites de la industria cinematográfica de Hollywood.
En 1998, la Modern Library clasificó El día de la langosta en el puesto 73 de su lista de 100 mejores novelas en inglés del siglo XX. La revista Time incluyó la novela en su lista de 100 mejores novelas en inglés de 1923 a 2005, y el destacado crítico Harold Bloom la incluyó en su lista de obras canónicas en el libro El canon occidental.

## Resumen de la trama
El libro sigue a un joven llamado Tod Hackett, quien se muda de la Costa Este a Hollywood, California en búsqueda de inspiración para su pintura. La novela tiene lugar en los años 30 durante la Gran Depresión. La mayoría de los personajes viven en los límites de la industria cinematográfica de Hollywood, pero Hollywood es nada más que el fondo para la revelación de Tod Hackett. Tod es empleado por un estudio de Hollywood "para aprender a diseñar escenarios y disfraces." Durante su tiempo libre, Tod dibuja escenas que observa en enormes sets de producción y partes traseras de estudios. La novela detalla la observación de Tod de la filmación de la Batalla de Waterloo. Su meta es encontrar inspiración para la pintura que está se preparando para pintar, un trabajo titulado "La Quema de Los Angeles"
Entre su trabajo en el estudio y su introducción a los amigos de Faye, Tod interactúa con diversos personajes en Hollywood. Personajes como Abe Kusich, el enano, Claude Estee, el exitoso guionista, y Earle Shoop, el falso vaquero Californiano, todos los cuales tienen dificultad en cambiar de los personajes que interpretan a quienes son en realidad. Como resultado, hay un claro sentido de actuación que se disemina más allá de los confines de los estudios de Hollywood, hacia las calles de Los Ángeles.
Tod se enamora de Faye Greener, una actriz aspirante que vive cerca, pero Faye solamente ama a hombres que tengan buen aspecto o que tengan dinero. Tod es simplemente un "hombre de buen corazón", el tipo que a Faye le gusta. Él imagina que amarla podría compararse a arrojarse desde un rascacielos y gritar al suelo. Tod quiere "tirarse a ella, sin importar el costo". Durante toda la novela, Tod tiene fantasías sobre tener un encuentro sexual con Faye como un acto de violación. Cada vez que se imagina violándola, la realidad interrumpe su fantasía antes de poder completar el acto. Las escenas son interrumpidas antes de su clímax frecuentemente a través de la novela. Un patrón hace un chiste que es "la vieja rutina del teaser", cuando una película que se ve en el burdel de la Srta. Jennings termina de forma inesperada por dificultades técnicas.
Poco después de mudarse en un vecindario en el valle, Tod entabla amistad con Homer Simpson, un ingenuo excontador de un hotel de Iowa quien se mudó a California por motivos de salud. Las "indomables manos" de Homer operan independientemente de su cuerpo, y sus movimientos son frecuentemente mecánicos. "Ellas exigían especial atención, siempre la han éxigido." Cuando Homer intenta escapar de California es distraído no solamente por la multitud sino por su incapacidad de dejar la calle pese a la ayuda e insistencia de Tod. Adore Loomis, un niño actor, encuentra a Homer y lo atormenta hasta que Homer desata su ira contra el niño. La revuelta climática de la novela y el caos sobre el último estreno en Hollywood se torna violenta afuera del Domo del Placer del Sr. Kahn. Tod vivazmente revisa "La Quema de Los Angeles" en su mente, mientras es empujado entre las olas de la revuelta. La escena final se reproduce, sin interrupciones. La conclusión de la novela puede ser leída como un momento de iluminación y mental claridad para el artista, o un completo "quiebre mental" y la "incorporación hacía el mundo moderno y mecanizado de Los Angeles" de Tod.

## Temas
Todos los personajes son marginados que han venido a Hollywood en busca del cumplimiento de algún sueño o deseo:
"La importancia del deseo en la obra de West fue señalada por vez primera por W. H. Auden, quien declaró (en uno de los interludios en The Dyer's Hand) que las novelas de West eran esencialmente "parábolas sobre un Reino de Infierno cuyo gobernante no es tanto un Padre de Mentiras como un Padre de Deseos"." Con respecto a esto, Light sugiere que El día... se relaciona con un proyecto general que impregna la ficción de West: esto es, exponer ciertas narrativas esperanzadas que impregnan la moderna cultura estadounidense como fraudes.
Como señalan algunos críticos, la novela de West fue un cambio radical respecto a la literatura modernista. Los modernistas anglosajones se veían a sí mismos opuestos a la cultura de masas; West la describe y hace de ella una parte integral de la novela.
Más aún, el uso que West hace de la imaginería grotesca, y situaciones, establece firmemente a esta novela como una obra de sátira juvenalia. Su feroz crítica de Hollywood, y la mentalidad de las masas, representa un Estados Unidos enfermo de vanidad y al mismo tiempo, alberga un sentido maligno de la perversidad.

### Alusiones bíblicas
El título original de la novela era The Cheated ("Los estafados"). El título de la obra de West es posiblemente una alusión bíblica a ciertos pasajes en el Antiguo Testamento. Susan Sanderson escribe: 

La referencia histórica o literaria más famosa a langostas está en el Libro del Éxodo en la Biblia, en donde Dios envía una plaga de langostas al faraón de Egipto como castigo por rechazar la liberación de los judíos esclavizados. Millones de langostas caen sobre los florecientes campos de Egipto, destrozando los suministros de comida. Las destructivas langostas aparecen también en el Nuevo Testamento en el libro simbólico del Apocalipsis.

El uso que hace West de la langosta en su título evoca, pues, imágenes de destrucción y una tierra desnuda de todo lo que sea verde y esté vivo. Ciertamente, la novela está llena de imágenes de destrucción: la pintura de Tod Hackett titulada "La quema de Los Ángeles," sus violentas fantasías sobre Faye, y el sangriento resultado de la pelea de gallos, por mencionar sólo unos pocos. Un examen más concienzudo de los personajes de West y su uso selectivo de las imágenes naturales, que incluyen representaciones de violencia e impotencia — y que por lo tanto son contrarias a las imágenes populares que unen naturaleza y fertilidad — revelan que la langosta del título se refiere al personaje de Tod.

### Símbolos y metáforas
James F. Light ha sugerido que el uso de violencia en grupo por parte de West en la novela fue una expresión de una ansiedad generalizada sobre el auge del fascismo en Europa. Light también sugiere que West pudo haber metido en la novela una ansiedad aún más personal sobre su papel marginado como un judío en EE. UU.

## Personajes

### Personajes principales
- Tod Hackett - Un artista entrenado en la Ivy League que viene a California para buscar inspiración para su pintura y experimenta una revisión violenta de la pintura en un momento estresante que casi cobra su vida durante la escena de la turba violenta fuera del Domo del Placer del Sr. Khan. Tod es contratado por el estudio fílmico para pintar y decorar los sets.
- Homer Simpson - un ex-encargado de contabilidad en un hotel en Iowa quién viene a California por recomendación de su doctor para restaurar su salud. Gentil, sexualmente reprimido y socialmente íncomodo, el casi constante trastorno interior de Homer se expresa mediante sus enormes manos las cuales tienen una natureleza incontrolable y separada.
- Faye Greener - Una aspirante actriz de Hollywood quién reconoce que ella tiene la cara y el cuerpo para Hollywood, pero que no puede reconocer que ella carece de un enorme talento y lucha para competir incluso por partes de extras.

### Personajes secundarios
- Abe Kusich - un enano encuadernador y estafador amigo de Faye y Harry Greener.
- Claude Estee – Un exitoso pero cínico guionista.
- Earle Shoop - un falso cowboy Californiano quién se gana un escaso salario en una tienda de novedades y ropas del western. Pasa su vida acampando en las colinas de Los Ángeles. Earle y Faye tienen una relación sexual.
- Miguel - Un mexicano-estadounidense quién hace el papel de un nativo-americano, y el compañero de Earle en la tienda. Le encantan las peleas de gallos. Faye duerme con Miguel para provocar celos en Earle.
- Srta. Jenning - Dueña de un prostíbulo y un salón de películas porno.
- Harry Greener - El padre de Faye, un actor del vaudeville de tercera clase quién viene del Este y quién está cronicamente enfermo. Cuando no puede realizar una actuación se dedica a vender pulidores de plata que él mismo preparó, pero es más una oportunidad para trabajar sus cualidades como cómico que ganarse un sueldo apropiado.
- Adore Loomis - un niño actor precoz quién molesta a Homer hasta que este se harta y lo asesina a pisotones. La muerte de Adore coincide con los disturbios afuera del estreno de una película.

En su mayor parte, los personajes de West son intencionadamente superficiales y estereotipados, y "... derivan de todas las películas de serie B de la época..." (Simon, 523) Los personajes de West son estereotipos hollywoodenses, lo que Light llama "monstruos". El protagonista de la novela, Tod Hackett (cuyo nombre deriva probablemente de la palabra alemana para muerte y cuyo apellido se refiere a un epíteto común para los guionistas y artistas de Hollywood, quienes peyorativamente eran llamados "hacks"-"gacetilleros"), es un pintor de decorados que aspira a la grandeza artística. En el primer capítulo de la novela, la voz narrativa anuncia: "Sí, a pesar de su apariencia, Tod era realmente un joven muy complicado con todo un conjunto de personalidades, una dentro de otra como un nido de cajas chinas. Y 'La quema de Los Ángeles', una imagen que pronto va a pintar, definitivamente demuestra que tenía talento." [cita requerida]

## Adaptación fílmica
En 1975, una película del mismo título basada en la novela fue lanzada por Paramount Pictures y dirigida por John Schlesinger. La película estaba protagonizada por William Atherton como Tod Hackett, Donald Sutherland como Homer Simpson, Burgess Meredith como Harry Greener, y Karen Black como Faye Greener.

## En la cultura popular
- El documental de audio de los años 1970 Pop Chronicles incluye un fragmento leído dramáticamente por Thom Beck en Show 44, "Revolt of the Fat Angel: Some samples of the Los Angeles sound."[11]

- La canción de 1982 "Call of the West" de la banda angelina de new wave Wall of Voodoo—que "sigue a un triste grupo de americanos medios que persiguen un vago y desesperado sueño en California"[12]—ha sido descrita como la música pop que mejor sabe "captar el amargo caos del capítulo final de El día de la langosta de Nathanael West".[12]

- Se ha asumido que el creador de Los Simpson (1989), Matt Groening, llamó a su personaje más famoso, Homer Simpson, por su propio padre, pero, en varias entrevistas que dio en 1990, Groening supuestamente afirmó que llamó a este personaje por el Homer de esta novela, aunque ninguna explicación está considerada definitiva.[13]

- Se menciona la novela en la serie y: El último hombre (2002-2008), cuyo principal personaje lo describe como "la mejor novela de todos los tiempos".[14]

- La canción de 2009 "Peeled Apples" del álbum Journal for Plague Lovers de la banda galesa Manic Street Preachers incluye la línea que hace referencia a uno de los personajes de la novela: "un enano saca su gallito en una lucha de gallos."

## Obras citadas
- Simon, Richard Keller (1993). Between Capra and Adorno: West's Day of the Locust and the Movies of the 1930s 54 (4). pp. p. 524.

## Fuente
- Times Higher Education: "Grotesque Relations: Modernist Domestic Fiction and the US Welfare State"